# Emma Luart
Emma Luart, nascuda Luwaert (Brussel·les, 14 d'agost de 1892 - 26 d'agost de 1968), fou una soprano belga.
Filla de pròspers comerciants de teixits de sedes. Entra molt jove al Conservatori reial de Brussel·les. El 1913 amb vint-i-un anys obté el primer premi i canta durant l'estiu al Kursaal d'Oostende. El 1914, debuta als Països Baixos al Teatre de La Haia com a Michaëla. Va estar compromesa amb La Monnaie de Brussel·les del 1918 al 1922, on va destacar en papers de soprano lírica com Louise, Mélisande i Manon. El 1919 participa en la creació a Bèlgica del paper de la princesa Saamchédine de Mârouf d'Henri Rabaud. Dotada d'un físic afable i d'una veu rodona, segueix obtenint èxits com a Manon, Mireille, Louise, Traviata, Butterfly, Thaïs, Mélisande, per tot Brussel·les.
El 1922 debuta a l'Opéra-Comique de París amb Lakmé de Delibes. Posteriorment, a la Sala Favart crea el paper principal de Sophie Arnoult de Gabriel Pierné, Le Roi d'Yvetot de Jacques Ibert, Le Bon Roi Dagobert de Samuel Rousseau, Riquet à la Houppe de Georges Huë. Venen llavors les gires que la porten sobre totes les grans escenes franceses i belgues, particularment a Montecarlo. Al Gran Teatre del Liceu de Barcelona va cantar diverses vegades Manon de Jules Massenet.
De 1930 a 1935 torna al Teatre Reial de la Monnaie. La seva carrera es va veure interrompuda per l'esclat de la Segona Guerra Mundial, on va servir a Anglaterra amb uniforme britànic. No va ser escoltada de nou a l'escenari després d'aquest punt. Llavors va exercir de professora al Conservatori de Brussel·les. Mor a Brussel·les el 1968, deixant molts discs (Pathé, Odèon), d'un gran interès alhora artístic i històric.